# SETE Linhas Aéreas

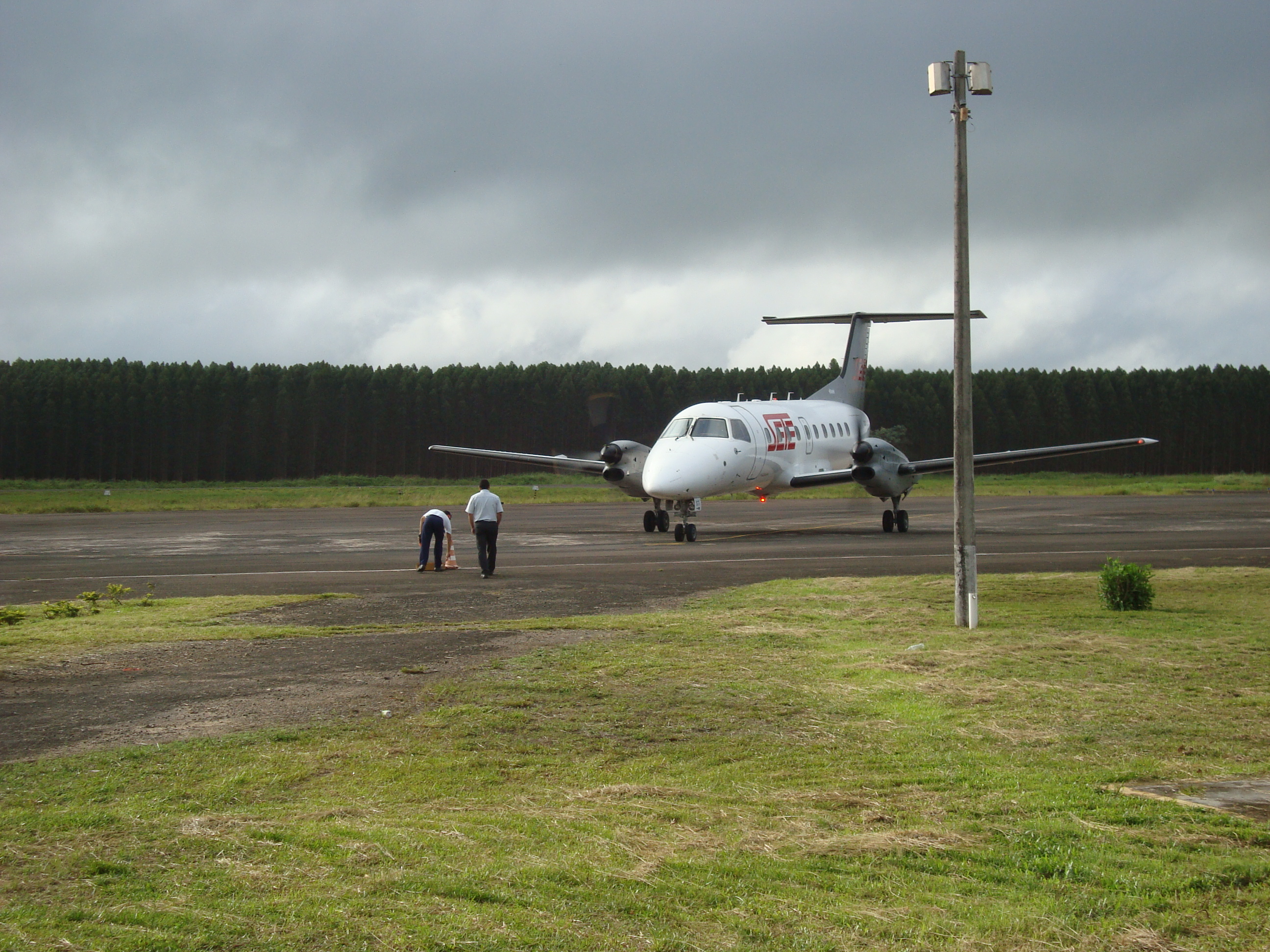
Embraer EMB 120

SETE Linhas Aéreas (Serviços Especiais de Transportes Executivos), действующая как SETE — региональная авиакомпания Бразилии со штаб-квартирой в городе Гояния, работающая на рынке внутренних пассажирских авиаперевозок страны.
В соответствии с отчётом Национального агентства гражданской авиации Бразилии в 2010 году доля пассажирских перевозок SETE Linhas Aéreas в стране составила 0,03 % на внутренних маршрутах по показателю перевезённых пассажиров на километр дистанции.

## История
Авиакомпания была образована в 1976 году бизнесменом Ролимом Адолфо Амару (основателем TAM Airlines) в качестве авиационного предприятия, занимавшегося ремонтом и техническим обслуживанием судов других авиакомпаний, а также работой в сфере услуг авиации общего назначения. В 1980 году компания была продана Луису Роберту Виделле, который за собственные средства приобрёл первый самолёт Mitsubishi в парк перевозчика.
В 1995 году SETE построила собственный самолётный ангар в аэропорту Гоянии и с 1998 года начала предоставлять услуги по обеспечению работы мобильных бригад скорой медицинской помощи (санитарная авиация). В 1999 году авиакомпания получила разрешение на открытие и обслуживание регулярных пассажирских маршрутов внутри страны, к тому времени флот перевозчика составляли три самолёта Cessna 208B Grand Caravan. К 2010 году воздушный парк авиакомпании вырос до шести лайнеров.

## Маршрутная сеть
По состоянию на октябрь 2010 года маршрутная сеть регулярных пассажирских перевозок авиакомпании Sete Linhas Aéreas включала в себя следующие пункты назначения:
- Арагуаина — Аэропорт Арагуаина
- Белен — Международный аэропорт имени Хулио Сезара Рибейру
- Бразилиа — Международный аэропорт Бразилиа
- Парауапебас
- Консейсан-ду-Арагуая
- Конфреза
- Гояния — Международный аэропорт Санта-Женевьева
- Гурупи
- Мараба
- Минасу
- Ориландия-ду-Норти
- Палмас — Аэропорт Палмас
- Реденсан
- Сантана-ду-Арагуая
- Сан-Фелис-ду-Арагуая
- Сан-Фелис-ду-Шингу

## Флот
В декабре 2010 года воздушный флот авиакомпании SETE Linhas Aéreas составляли следующие самолёты: